# Rhodostrophia suffusa
Rhodostrophia suffusa är en fjärilsart som beskrevs av Louis Beethoven Prout 1913. Rhodostrophia suffusa ingår i släktet Rhodostrophia och familjen mätare. Inga underarter finns listade.